# Красная книга Узбекистана
Красная книга Республики Узбекистан (узб. Oʻzbekiston Respublikasining qizil kitobi) — официальный государственный документ, который содержит аннотированный перечень редчайших и находящихся под угрозой исчезновения видов животного и растительного мира в границах территории Узбекистана, а также обобщенные сведения о распространении, современном состоянии этих видов, причинах сокращения численности, и мероприятия по их сохранению и воспроизведению.
Занесённые в Красную книгу Республики Узбекистан виды растений и животных подлежат особой охране на всей территории страны.

## История
Издание «Красной книги Узбекистана», тогда ещё как республики СССР было учреждено в 1979 году, а издано в 1984 году. В него было включено 163 вида редких и находящихся под угрозой исчезновения дикорастущих растений и 63 вида позвоночных животных.
В первую редакцию «Красной книги Узбекистана» 1993 года было включено уже 301 вид растений.
Оно было издано на узбекском и русском языках. В книге были представлены названия каждого вида на узбекском, русском и латинском языках, приведены сведения о сокращении ареалов, причинах уменьшения численности, информация о предпринимаемых мерах охраны, а также были даны карты распространения и изображение видов.
В 2003 году увидело свет второе издание Красной книги.
В 2006 году была издана третья редакция "Красной книги растений Узбекистана"
В 2010 году вышло четвертое издание «Красной книги Узбекистана». В него было включено 184 вида животных. Из них 77 видов беспозвоночных (3 вида кольчатых червей, 14 видов моллюсков, 61 вид членистоногих), 18 видов рыб, 16 видов пресмыкающихся, 48 видов птиц и 25 видов млекопитающих.  
В то же время в Красную книгу Узбекистана не включены некоторые виды млекопитающих и птиц, которые были приведены в Красной книге 1983 года. Некоторые из них на территории республики на данное время имеет достаточно стабильную численность (перевязка, пустынный воробей), другие же виды – рассматриваются сейчас как мигранты (малый лебедь, гигантская вечерница, красный волк) или их присутствие в фауне Узбекистана недостаточно изучено (манул, тяньшанский горный баран). Также в книге приведен список видов, которые не находятся под угрозой исчезновения в Узбекистане, но включённых в Красный список МСОП. В книге используются рисунки В.Л. Казенаса, А.В-А. Крейцберга, И.М. Мирабдуллаева, Н.Н. Кондакова и А.Н.Комарова, а также фотографии Е.А. Крейцберг-Мухиной, О.Г. Легезина и А.В. Есипова.

## Природоохранные категории
- 0 — По-видимому, исчезнувшие виды.
- 1 — Виды, находящиеся в опасном состоянии (находящиеся на грани полного исчезновения, исчезающие виды).
- 2 — Уязвимые виды (сокращающиеся в численности, естественно редкие).
- 3 — Находящиеся в состоянии, близком к угрожаемому.
- 4 — Недостаток данных (виды, неопределённые по статусу, не является категорией угрозы исчезновения).